# Yannick Aguemon
Yannick Aguemon (Cotonou, 11 februari 1992) is een Benins-Franse voetballer. Hij is een aanvaller en speelt sinds 2017 voor Oud-Heverlee Leuven.

## Carrière
Yannick Aguemon werd in 1992 geboren in de Beninse stad Cotonou. Op jonge leeftijd belandde hij in Frankrijk. In 2009 sloot hij zich aan bij de jeugd van Toulouse. Op 6 november 2011 maakte hij zijn debuut in Ligue 1. Hij mocht toen in een uitwedstrijd tegen Auxerre na 82 minuten invallen voor ploeggenoot Étienne Didot. 
Na twee seizoenen vertrok hij naar derdeklasser Vannes. Hij werd er een vaste waarde en scoorde er zeven competitiedoelpunten. Na een jaar ruilde hij Vannes in voor reeksgenoot RC Strasbourg.
In de loop van het seizoen 2015/16 maakte Aguemon de overstap naar België, waar hij een contract tekende bij tweedeklasser Union Sint-Gillis. In juni 2017 werd hij getransfereerd naar reeksgenoot Oud-Heverlee Leuven. In zijn eerste officiële wedstrijd voor de Leuvense club scoorde hij een doelpunt.
1 Leysen ·
3 Shlomo ·
5 Ngawa ·
6 Dom ·
7 Thorsteinsson ·
8 Schrijvers ·
9 Brunes ·
10 Holzhauser ·
11 Banzuzi ·
13 Kiyine ·
14 Ricca ·
15 N'Dri ·
16 Prévot ·
17 Mueanta ·
18 Miguel ·
20 Mendyl ·
21 Opoku ·
22 Calut ·
23 Schingtienne ·
28 Pletinckx ·
33 Maertens  ·
37 Taildeman ·
38 Ravet ·
43 Nsingi ·
52 Sagrado ·
77 Vlietinck ·
88 Maziz ·
Coach: García